# プリンストン・タイガース
プリンストン・タイガース（英: Princeton Tigers）は、アメリカ合衆国のプリンストン大学のスポーツ競技チーム。NCAAディビジョンI所属。

## 競技チーム
| 男子スポーツ       | 女子スポーツ       |
| ------------------ | ------------------ |
| 野球               | バスケットボール   |
| バスケットボール   | クロスカントリー   |
| クロスカントリー   | フェンシング       |
| フェンシング       | フィールドホッケー |
| フットボール       | ゴルフ             |
| ゴルフ             | アイスホッケー     |
| アイスホッケー     | ラクロス           |
| ラクロス           | ローイング         |
| ローイング         | ローイング軽量級   |
| ローイング軽量級   | ラグビー           |
| ラグビー（クラブ） | サッカー           |
| サッカー           | ソフトボール       |
| スカッシュ         | スカッシュ         |
| 水泳・飛込         | 水泳・飛込         |
| テニス             | テニス             |
| 陸上               | 陸上               |
| バレーボール       | バレーボール       |
| 水球               | 水球               |
| レスリング         |                    |
|                    |                    |